# Tiga
Tiga — канадський музикант, діджей і  продюсер, що грає в стилі електроклеш. Тіга Джеймс Сонтаг (англ. Tiga James Sontag) народився в  Монреалі, Канада, в 1974 у. Його альбом Sexor у 2007 році виграв приз Juno Award в номінації «Танцювальний запис року».

## Дискографія

### Альбоми
- Sexor (2006)
- Ciao! (2009)